# Cesium-135
Cesium-135 of 135Cs is een onstabiele radioactieve isotoop van cesium, een alkalimetaal. De isotoop komt van nature niet op Aarde voor. Cesium-135 ontstaat door kernsplijting van zwaardere elementen, uranium.

## Radioactief verval
Cesium-135 vervalt door β−-verval naar de stabiele isotoop barium-135:
{\displaystyle {\ce {{^{135}_{55}Cs}->{^{135}_{56}Ba}+{e^{-}}+{\bar {\nu }}_{e}}}}
De halveringstijd bedraagt 2,31 miljoen jaar. Daarmee is het de langstlevende radio-isotoop van het element.
111Cs · 112Cs · 113Cs · 114Cs · 115Cs · 116Cs · 116mCs · 117Cs · 117mCs · 118Cs · 118mCs · 119Cs · 119mCs · 120Cs · 120mCs · 121Cs · 121mCs · 122Cs · 122m1Cs · 122m2Cs · 122m3Cs · 123Cs · 123m1Cs · 123m2Cs · 124Cs · 124mCs · 125Cs · 125mCs · 126Cs · 126m1Cs · 126m2Cs · 127Cs · 127mCs · 128Cs · 129Cs · 130Cs · 130mCs · 131Cs · 132Cs · 133Cs · 134Cs · 134mCs · 135Cs · 135mCs · 136Cs · 136mCs · 137Cs · 138Cs · 138mCs · 139Cs · 140Cs · 141Cs · 142Cs · 143Cs · 144Cs · 144mCs · 145Cs · 146Cs · 147Cs · 148Cs · 149Cs · 150Cs · 151Cs · 152Cs